# Acestrorhynchus heterolepis
Acestrorhynchus heterolepis är en fiskart som först beskrevs av Cope, 1878.  Acestrorhynchus heterolepis ingår i släktet Acestrorhynchus och familjen Acestrorhynchidae. Inga underarter finns listade i Catalogue of Life.